# Classe Olya
Le unità appartenenti alla classe Olya (progetto 1259 Malakhit secondo la classificazione russa) erano imbarcazioni per il dragaggio di mine, entrati in servizio con la marina militare sovietica nel 1976. La classe comprendeva quattro unità.
Nell'ottobre 2001 risultavano ancora in servizio tre esemplari, nella Flotta del Baltico. Si trattava tuttavia di battelli in pessime condizioni, e non è chiaro se siano ancora operativi.